# Mortó Dessai
Mortó Sitarama Naique Pratap Rau Sar Dessai (Goa, 4 de Janeiro de 1922 - ?) foi um médico analista português de origem goesa.

## Biografia
Possuindo os cursos de Farmácia e de Medicina pela Escola Médica de Goa, concluídos, respectivamente, em 1942 e em 1948, tendo sido galardoado com 4 Prémios Honoríficos em Farmácia e 8 Prémios, 5 Honoríficos e 3 Instituídos, em Medicina. Foi Assistente do 3.º Grupo da Escola Médica de Goa e encarregado dos Serviços de Hematologia e Hemoterapia de Goa.
Fez estágios no K.E.M. Hospital de Bombaim e nos Serviços de Transfusões de Sangue dos Hospitais Civis de Lisboa, de 1953 a 1955.
Formou-se, também, em 1955, na Faculdade de Medicina da Universidade do Porto.
Fez, ainda, estágios nos Laboratórios de Análises de Zurique e Basileia.
Era, em 1959, Bioquímico Analista do Serviço de Sangue dos Hospitais Civis de Lisboa.
Publicou os seguintes trabalhos: 
- Filaríase em Goa, 1952[1]
- Amibíase em Goa, 1954, em colecção[1]
- Grupos Sanguíneos dos Goeses, 1954, em colecção[1]
- Hemostase (alguns aspectos da sua Fisiopatologia), 1955, e [1]
- Anemias Hemolíticas, 1957, em colecção[1]